# ستانلي بوغز
ستانلي بوغز (بالإسبانية: Stanley Boggs)‏ هو عالم آثار سلفادوري، ولد في 1910، وتوفي في 1991.